# Ferncliff Cemetery

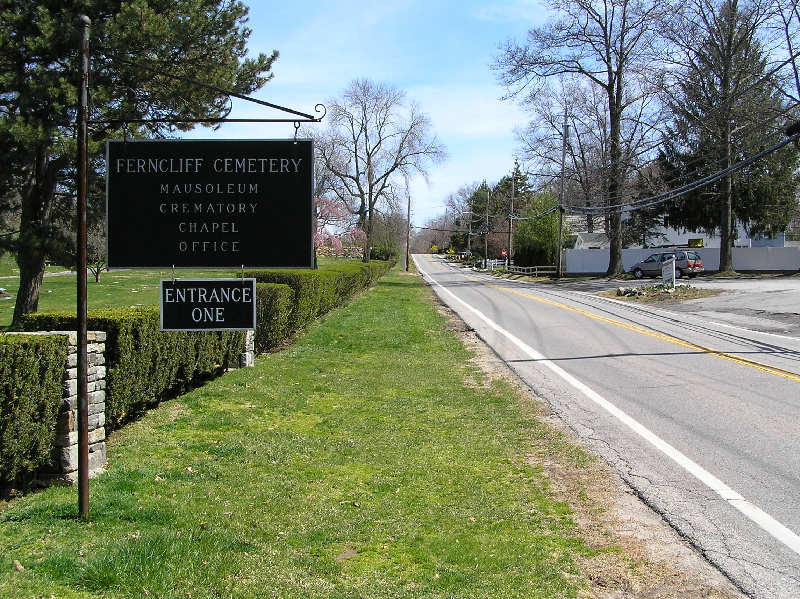
Ferncliff Cemetery

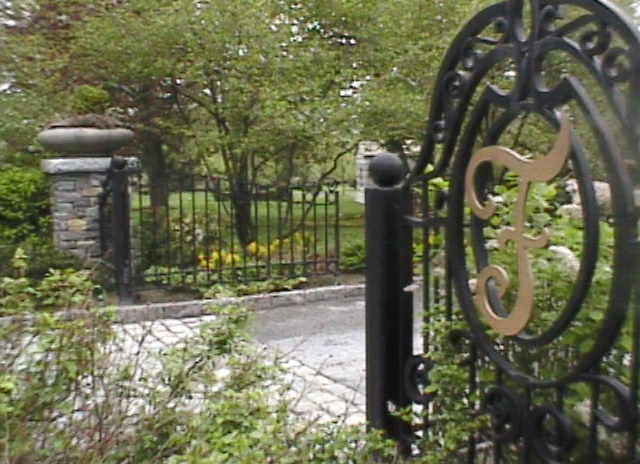
Toegangshek naar Ferncliff Cemetery

Ferncliff Cemetery is een begraafplaats gelegen in Westchester County in de Verenigde Staten. Op deze begraafplaats liggen tal van beroemdheden begraven.
Een overzicht van beroemdheden die hier begraven liggen:
- Aaliyah (1979-2001)
- Tommy Armour (1894-1968)
- Arleen Auger (1939-1993)
- Béla Bartók (1881-1945)
- Adolph Caesar (1933-1986)
- Cab Calloway (1907-1994)
- Joan Crawford (1905-1977)
- Judy Garland (1922-1969)
- Oscar Hammerstein II (1895-1960)
- Malcolm X (1925-1965)
- Thelonious Monk (1907-1982)
- Ona Munson (1903-1955)
- Basil Rathbone (1892-1967)
- Ed Sullivan (1901-1974)
- Nikola Tesla (1856-1943)
- Judy Tyler (1932-1957)
- Conrad Veidt (1893-1943)
- Song Meiling (1897-2003)